# Syria Phoenice

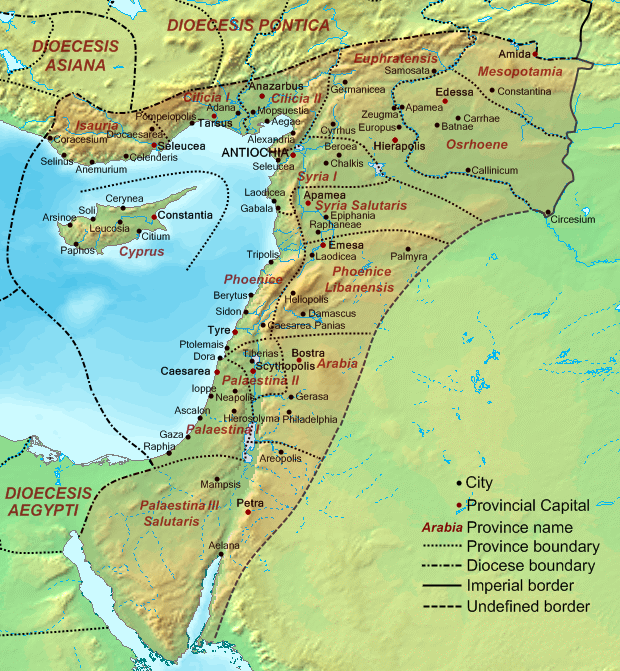
Die Dioecesis Orientis um 400

Die römische Provinz Syria Phoenice entstand während der Regierungszeit des Kaisers Septimius Severus (193–211) im Jahr 194 n. Chr. durch Teilung der Provinz Syria in die beiden Provinzen Syria Coele und Syria Phoenice. Sie wurde wiederum in der Spätantike in noch kleinere Einheiten (Phoenicia und Phoenicia Libani) unterteilt.

## Geschichte
Syria wurde im Jahre 63 v. Chr. vom Feldherrn Gnaeus Pompeius Magnus eingerichtet und blieb bis zur Eroberung durch die Araber in den 630er Jahren Teil des Römischen Reiches bzw. (seit 395) des Oströmischen Reiches. Das heutige Syrien, das etwas weniger als das Gebiet der römischen Provinz umfasst, ist nach ihr benannt.
Das Gebiet der syrischen Provinzen erlebte bis in die Mitte des 6. Jahrhunderts eine Blütezeit und stellte damit neben Ägypten eine der wichtigsten Regionen des Reiches dar, wenn es seit dem 3. Jahrhundert auch immer wieder zu Einbrüchen der persischen Sassaniden kam. Im Rahmen der islamischen Eroberung der Levante erlangte das muslimische Kalifat in der ersten Hälfte des 7. Jahrhunderts die Kontrolle über den Raum.